# Josef Myslimír Ludvík
Josef Myslimír Ludvík (ur. 2 kwietnia 1796 w Dolanach, zm. 1 stycznia 1856 w Czeskiej Skalicy) – czeski ksiądz katolicki i pisarz; pierwszy kronikarz oraz historyk regionu náchodzkiego.

## Życiorys
Urodził się 2 kwietnia 1796 roku w Dolanach w powiecie Náchod. Pochodził z rodziny chłopskiej i jego rodzice wysłali go na studia do gimnazjum benedyktyńskiego w Broumovie, gdzie spędził lata 1808–1813. Następnie odbywał studia filozoficzne w Litomyšlu.
Odbył studia teologiczne w Hradcu Králové. Tam spotkał się z profesorem Josefem Liboslavem Zieglerem, który pobudził jego zainteresowanie historią.
W 1819 r. przyjął święcenia kapłańskie i w następnym roku został kapelanem opiekującym się kaplicą grodową w Náchodzie. Tutaj spotyka się z kapelanem Josefem Regnerem i tym spotkaniem nawiązał długoletnią serdeczną przyjaźń z tą ważną postacią życia publicznego w Náchodzie i jego okolicy.
Miasto opuszcza w 1833 r., gdy został przeniesiony do Studnice, gdzie objął miejscową lokalię. Okres jego działania tutaj nie pozostawił tylko odnowiony kościół, probostwo oraz cmentarz, ale ksiądz również założył tutejszą bibliotekę szkolną i w ogóle intensywnie uczestniczył w miejscowym życiu publicznym.
Niestety w 1846 r. pojawiła się u niego poważna choroba wątroby. Dlatego w 1847 r. został proboszczem w Boušínie, skąd odszedł ze względu na serię niefortunnych zdarzeń z braćmi Špetla, miejscowymi zbójcami, która zakończyła się we wrześniu 1848 r. napadem na probostwo i obrabowaniem proboszcza Ludvíka.
Chory oraz rozgoryczony ksiądz wystąpił z wnioskiem o emeryturę. Prawo do emerytury zostało przyznane 16 października 1848 r. i po śmierci księdza Franciszka Hurdálka Ludvík przeprowadził się do Czeskiej Skalicy, gdzie żył w tzw. Małym Probostwu.
Zmarł 1 stycznia 1856 roku w Czeskiej Skalicy.

## Twórczość
Jego dzieło literackie (proza i wiersze) nosi atrybuty edukacyjno-pedagogiczne i jest rozproszone w rozmaitych czasopismach ruchu budzicielskiego. Najważniejsze jego prace są artykuły i książki historyczne, szczególnie Památky hradu, města a panství Náchoda, i vlastníkův jeho (1857). Zebrał dużą liczbę miejscowych baśni, bajek, legend i pieśni. Na podstawie jego zbioru opierała się w swoim dziele Božena Němcová, np. Legenda o siłnym Ctiborze. Był także członkiem oraz współzałożycielem organizacji Macierz Czeska. W kilku drobnych dzielach opisywał piękno rodzinnego regionu oraz miłość do niego (Wěrná Ryzka, anebo, Stálost Lásky, dárek krásenkám Českým, 1825).
Jego zainteresowaniem była również turystyka piesza. Przeszedł prawie cały kraj hradecki. Jego wycieczka do Karkonosz, w ramach której odwiedził ich najwyższy szczyt – Śnieżkę, ukazała się drukiem w 1824 r. w czasopismu Čechoslaw pod nazwą „Myslimír po horách krkonošských putující”. Do tego czasopisma pisał też o Świętach Dalii w Czeskiej Skalicy oraz kolejnych wydarzeniach w okolicy Náchodu. Jego artykuły pojawiły się również w czasopismach Kwěty. Národní zábavník, Polabský Slovan oraz książkach innych autorów (Školník z artykułem Škola v městě Náchodě) itd.
W swym czasie był bardzo znaczącą postacią. Dlatego go pisarz Alois Jirásek przedstawił w swojej kronice „U nás”. W jej pierwszej części autor opisuje w pierwszym rzędzie idylliczne życie księdza na probostwu w Boušínie.